# Kyle Fuller
(en) Statistiques sur pro-football-reference
Kyle Brandon Fuller, né le 16 février 1992 à Baltimore au Maryland, est un joueur américain de football américain évoluant au poste de cornerback.
Depuis la saison 2022, il joue pour la franchise des Ravens de Baltimore dans la National Football League (NFL).

## Biographie

### Carrière universitaire
Il étudie à l'Institut polytechnique et université d'État de Virginie et y joue pour son équipe de football américain, les Hokies de Virginia Tech.

### Carrière professionnelle
Il est sélectionné en 14e choix global lors du premier tour de la draft 2014 de la NFL par la franchise des Bears de Chicago.
En 2014, lors de son année rookie, il participe aux 16 matchs de la saison régulière et totalise 50 tacles, 14 passes déviées et quatre interceptions. Ces quatre interceptions le classent au terme de la saison, premier des rookies et huitième des joueurs de la NFL. C'est le 14 septembre 2014, face aux 49ers de San Francisco, qu'il réussit sa première interception terminant son premier match avec deux interceptions. Il est désigné meilleur joueur défensif de la deuxième semaine 2014 en NFC (11 septembre-15 septembre). Il est aussi sélectionné dans l'équipe-type 2014 des rookies (All-Rookie Team).